# 宇陀市立野依小学校
宇陀市立野依小学校（うだしりつ のよりしょうがっこう）は、奈良県宇陀市大宇陀野依にあった公立小学校。平成25年4月1日に大宇陀小学校と統合し閉校した。災害時特設公衆電話を設置している。

## 沿革
- 1901年（明治34年） - 開校
- 2001年（平成13年） - 野依小学校創立百周年式典[2]
- 2013年（平成25年）3月24日 - 閉校式開催[3]
- 2013年（平成25年）4月1日 - 大宇陀小学校と統合し閉校